# Dima kozufensis
Dima kozufensis (лат.) — вид жуков-щелкунов (Elateridae) из подсемейства Dendrometrinae.

## Распространение
Встречается в Южной Европе: Греция и Македония (Kožuf Mts.).

## Описание
Взрослый жук имеет длину от 10 до 12 мм и ширину около 4 мм. Основная окраска тела коричневая (голова и пронотум темнее, до чёрного), опушение желтоватое.
Видовое название происходит от местности Kožuf Mts, в которой собрана типовая серия нового вида.